# Карл Фюрстенберг
Князь Карл Еміль Еґон Фюрстенберг (нім. Karl Emil Egon Anton Maximilian Leo Wratislaw zu Fürstenberg, нар. 16 лютого 1867, Прага, Богемія-Моравія, Австро-Угорщина — 21 лютого 1945, Штробль-ам-Вольфгангзеє, Австрія, Третій Рейх) — австрійський дипломат, посланець у Києві (1918).

## Біографія
Народився 16 лютого 1867 року в Празі. Батько — Принц Максиміліан І Егон Фюрстенберг (1822–1873). Брат Макс Егон II Фюрстенберг (1863 - 1941). 
Співробітник посольства Австро-Угорщини в Українській Державі. Після відставки Йоганна Форґача був австро-угорським посланником в Києві при уряді Гетьмана Павла Скоропадського. 
Помер 21 лютого 1945 року в місті Штробль-ам-Вольфгангзеє, Австрія.